# Nebraska (brano musicale)
Nebraska è un singolo di Bruce Springsteen tratto dall'omonimo album, pubblicato nell'ottobre del 1982. Il brano è stato eseguito anche da altri artisti tra cui Steve Earle e Chrissie Hynde.

## Testo della canzone
Il testo della canzone è una versione di Springsteen su Charles Starkweather, che insieme alla sua fidanzata Caril Ann Fugate assassinò undici persone in otto giorni nel 1958. Il cantante descrive gli assassini, il loro processo e la loro condanna a morte con voce piatta, senza emozione, che rende la descrizione degli eventi in maniera più fredda.  La canzone comincia con Starkweather che incontra Fugate. Il lessico basso all'inizio ricorda molto la scrittrice statunitense Flannery O'Connor, che Springsteen aveva letto proprio prima di cominciare a scrivere le canzoni per Nebraska. L'influenza della scrittrice si sente durante la canzone, specialmente nei personaggi che fanno ricorso alla violenza.  Alla fine della canzone, dove il cantante dice il motivo per cui ha ucciso: "I guess there's just a meanness in this world" è simile alla fine del racconto di O'Connor's story A Good Man Is Hard to Find.

## Storia del brano
Springsteen fu ispirato a scrivere il brano dopo aver visto La rabbia giovane di Terrence Malick, in seguito cominciò a cercare materiale per l'argomento degli assassinii di Charles Starkweather, tra cui un'intervista a Ninette Beaver, che aveva scritto un libro al riguardo. Nonostante la ricerca, nello scrivere il brano Springsteen non ha creato una ricostruzione completamente accurata degli omicidi: per esempio nel testo le persone uccise sono dieci, e non undici.